# Žalm 121
Žalm 121 („Pozvedám své oči k horám“) je biblický žalm. V překladech, které číslují podle Septuaginty, se jedná o 120. žalm. V hebrejské předloze není nadepsán přesně tak jako předešlý a následující žalm, ale v této poněkud pozměněné podobě: Šir lama'alot (שִׁיר לַמַּעֲלוֹת, „Píseň k pouti“, přesněji však „Píseň pro stupně“). Jedná se o druhý z řady patnácti žalmů, které mají v nadepsání podobnou upřesňující informaci. Podle některých vykladačů souvislé pásmo patnácti takto nadepsaných žalmů tvořilo jakýsi „zpěvník poutníků putujících do Jeruzaléma.“ Raši naproti tomu tvrdí, že takto nadepsané žalmy odříkávali levijci na patnácti stupních klesajících v Chrámu z dvorany Izraele do ženské dvorany a že je pro tento účel uspořádal a předem stanovil už král David.

## Užití v liturgii
V judaismu je žalm podle siduru recitován v rámci liturgie Borchi nafši (Žehnej duše má), a to po odpolední modlitbě o každém Šabatu v období mezi svátkem Sukot a Šabat ha-gadol.